# 니키 크로스
니키 크로스(Nikki Cross, 1987년 4월 20일 ~ )는 스코틀랜드의 여자 프로레슬링선수다. 본명은 니컬라 글렌크로스(Nicola Glencross)다. 원래 인디단체 링네임 이름이 니키 스톰(Nikki Storm)이였으나 그리고 WWE NXT/WWE 링네임이니키 크로스(Nikki Cross)다. 키는 153cm(5ft 0in) 몸무게는 53kg(117 lb)이다. 2008년 프로레슬링 입문으로 밝혀진다.

## 프로페셔널 레슬링 하이라이트스
- 에스 니키 크로스 / As Nikki Cross
  - 피니싱 무브 / Finshing moves
    - 더 퍼지 (스피닝 피셔맨 수플렉스) / The Purge (Spinning fisherman suplex)

  - 시그니처 무브 / Signature movers
    - 멀티플 넥브레이커 베리에이션 / Multiples neckbreaker variations
      - 싯아웃 암 트랩 / Sitout arm trap
      - 스트레이트 재킷 / Straight jacket neckbreaker
      - 위플래쉬 / Whiplash

    - 스피닝 리프팅 인버티드 DDT, 썸타임즈 온 더 에이프런 링 / Spinnig lifting inverted DDT, sometimes on the apron ring

- 에스 니키 크로스 / As Nikki Cross
  - 피니싱 무브 / Finshing moves
    - 아이 오브 더 스토 (모디파이드 더블 언더훅 크로스페이스) / Eye of the Stor (Modified double underhook crossface)
    - 헤일 스톰 (슈팅 스타 헤드벗 드롭) / Hail storm (Shooting star headbutt drop)
    - 퍼펙트 스톰 (사모안 드라이버) / Perfect Storm (Samoan driver)

  - 시그니처 무브 / Signature movers
    - 리프팅 토네이도 DDT / Lifting tornado DDT
    - 위플래쉬 넥브레이커 / Whiplash neckbreaker

- 닉네임 / Nicknames
  - "베스트 인 더 갤럭시" / "The Best in the Galaxy"
  - "트위스티드 시스터 오브 엔엑스티" / "The Twisted Sister of NXT"
  - "화이트 초콜렛 치즈케이크 오브 스포츠 엔터테인먼트" / "The White Chocolate Cheesecake of Sports Entertainment"

- 엔트란스 테마 / Entrance themes
  - 라거 댄 라이프 바이 백스트리트 보이즈 (디펜던트 서킷) / Larger than Life by Backstreet Boys (Independent Circuit)
  - 커트롤드 카오스 오브 더 씨에프오$ (엔엑스티; 2016년 10월 12일 ~ 2018년 4월 17일; 유즈드 에스 어 마이브로 오브 더 새니티) / Controlled Chaos of the CFO$ (NXT; 12 October 2016-17 April 2018; used as a mebro of the SAnitY)
  - 글래스고 크로스 오브 더 씨에프오$ (엔엑스티/더블유더블유이; 2016년 10월 12일-프리젠트) / Glasgow Cross of the CFO$ (NXT/WWE; 12 October 2016-present)

## WWE NXT
2016년에 WWE와 수련생 계약을 채결해 NXT에서 선수로 활동하게 되고 8월 17일에 방영된 NXT에서 카멜라 & 리브 모건과 팀을 이뤄 알렉사 블리스 & 맨디 로즈 & 다리아 베레나토를 상대로 승리를 거두면서 등장한다. 그러다가 10월 12일에 방영된 NXT에 에릭 영, 알렉산더 울프, 소이어 풀턴과 같이 새니티 멤버로 나오면서 악역으로 활동하고 이전과 다른 무자비함을 보이며 난폭해졌다. 새니티의 홍일점이다 보니 대부분 경기내내 방해공작을 펼치면서 팀에서 승리를 이끄는 역할을 맡기도 하고, 멤버들 도움없이 직접 경기를 치르는 경우가 있다. 그러다 아스카의 챔피언 자리를 노리기 시작하면서 대립을 갖게되고, NXT 테이크오버 샌안토니오에서 빌리 케이 & 페이턴 로이스의 방해로 기절하고 그 틈을 타 아스카가 페이튼 로이스를 핀하면서 챔피언 자리를 사수하지만 아스카를 향한 의미심장한 웃음을 보이며 대립이 끝나지 않음을 암시한다. 새니티 멤버들과 같이 다니면서 몇몇 선수들을 방해하다가 새니티와 대립중인 타이 딜린저 & 로데릭 스트롱 & 노웨이 호세가 니키 크로스의 방해공작을 막기위해 루비 라이엇을 영입해 니키 크로스의 방해를 막기위해 투입하고, 테이크오버 올랜도가 다가오기 전 라이브이벤트에서 새니티 멤버가 노웨이 호세를 공격해 출전을 못하게 부상입히지만 타이 딜린저 & 로데릭 스트롱 & 루비 라이엇이 대체 멤버로 캐시어스 오노를 영입하지만 새니티가 승리를 거둔다. 이후에도 루비 라이엇과 대립이 벌어지고 5월 3일에 방영된 NXT에서 넘버원 컨텐더 배틀로얄에서 루비 라이엇, 엠버 문, 니키 크로스만 남은 상태에서 아스카가 난입해서 경기가 무효 처리되자 윌리엄 리갈에 의해 남은 선수들 이 테이크오버 시카고에서 벌어질 챔피언쉽에 출전하지만, 챔피언 등극에 실패한다. 6월 14일에 방영된 NXT에서 트리플 쓰렛으로 NXT 위민스 챔피언십이 벌어지고, 이번엔 제거 방식의 경기로 치러지는데, 루비 라이엇을 탈락시키면서 아스카와 1대 1로 격돌하지만 백스테이지까지 가서 격돌하면서 경기는 무효 처리되면서 6월 28일에 방영된 NXT에서 라스트우먼 스텐딩 매치로 아스카와 격돌하지만 패배한다. 새니티 멤버로 다시 활동하다가 빌리 케이 & 페이튼 로이스와 대립중인 루비 라이엇의 주변을 돌며, 미스터리 파트너로 등장해 도와주지만, 니키 크로스에게 있어서 루비 라이엇은 아무것도 아니었고, 그저 본인의 재미로 참가한 것이다. 아스카가 챔피언 자리를 반납하면서 챔피언자리가 공석이 되자 10월 11일에 방영된 NXT에서 리브 모건, 페이튼 로이스를 상대로 트리플 쓰렛을 가지는데 브라질 출신의 타이나라 콘티가 니키 크로스를 방해하면서 페이튼 로이스가 승리를 거두게 되고 이에 NXT 단장 윌리엄 리갈이 외부의 방해가 있어 10월 25일에 방영된 NXT에서 테이크오버 워게임즈에서 벌어질 챔피언십 마지막 참가자를 결정할 배틀로얄에 니키 크로스를 참가자로 넣고 마지막까지 살아남아 승리를 거두며 참가하게 된다. 11월 1일에 방영된 NXT에서 자신을 방해한 타이나라 콘티를 가볍게 꺾고, 테이크오버 워게임즈에서 엠버 문, 카이리 세인, 페이튼 로이스를 상대로 페이탈 4 웨이로 챔피언십을 치루지만 엠버 문이 승리를 거두면서 또다시 챔피언 등극에 실패한다. 2018 WWE 슈퍼스타 셰이크업을 통해 남성 멤버들이 전부 스맥다운으로 콜업되지만 니키는 혼자 NXT에 남게되고 세이나 베이즐러의 챔피언 벨트를 노리기 시작하면서 대립이 벌어지면서 테이크오버 시카고 2에서 격돌하지만 패배한다. 챔피언십에서 패배한 이후 라이브 이벤트에 참가하고 7월 RAW에서 스테파니 맥맨이 여성 PPV인 WWE 에볼루션을 발표할 때 참가하는 등 슬슬 메인 로스터로의 진입각을 재는 중이다. WWE NXT무대에 남아 여전히 경기를 가지는데 비앙카 벨에어와 대립을 하던 중 알레이스터 블랙에게 테이크오버 브루클린4 직전 그를 공격한 범인을 알려줌과 함께 NXT에서의 활동이 끝났다. 결국은 마지막의 WWE NXT의 모습이니 씁쓸히 떠나게 된다.

## WWE에서 건너옴
2018년 11월 6일 WWE 스맥다운에서 베키 린치에게 관심을 보이면서 등장했는데 결국 서브미션으로 패하게 된다. 2018년 1월 14일 WWE Raw에서 갑자기 베일리, 나탈리아랑 태그팀으로 상대 라이엇 스쿼드(루비 라이엇, 사라 로건, 리브 모건)라는 승리를 한다. 로얄 럼블 2019에서 여자 로얄 럼블매치중에서 참가를 했지만 실패를 한다. 그리고 WWE 레슬매니아 35에서 배틀로얄을 참가를 했지만 실패를 거둔다.

## 수상
- 프로-레슬링: EVE 챔피언 (3회)
- 랭크드 넘버 24 오브 더 탑 100 피멜 레슬링 인 더 PWI 피멜 100 인 2018
- W3L 위민스 챔피언 (1회)
- WWE RAW 위민스 챔피언 (1회)
- WWE 위민스 태그팀 챔피언 (3회) - 알렉사 블리스 (2회), 리아 리플리 (1회)
- WWE 머니 인 더 뱅크 (위민스 2021)
- WWE 24/7 챔피언 (9회)